# Бразилска банка за развитие
Бразилската банка за развитие, чието официално название е Национална банка за икономическо и социално развитие
(на португалски: Banco Nacional de Desenvolvimento Econômico e Social, BNDES), е държавна банка със седалище в Рио де Жанейро, Бразилия.
Има статут на държавно предприятие, чийто принципал е Министерството на развитието, индустрията и външната търговия на Бразилия. BNDES e главният източник за финансиране на бразилската инфраструктура и индустриално развитие чрез инвестиране в различни икономически сектори в Бразилия и региона. Нарежда се сред най-големите банки за развитие в света, като през 2010 г. кредитният портфейл на банката е три пъти по-голям от този на Световната банка
Бразилската банка за развитие притежава филиали в Лондон, Монтевидео и Йоханесбург.

## История
Бразилската банка за развитие е създадена със Закон 1628 от 20 юни 1952 г. като федерална автаркия — автономен административно орган на изпълнителната власт със статут на юридическо лице на публичното право, чиято мисия е да подпомага развитието и да изпълнява националната политика за икономическо развитие. Със закон от 26 юни 1967 г. за принципал на банката е определено тогавашното Главно министерство на планирането и координацията. На 21 юни 1971 г. статутът на банката е променен и тя е реорганизирана като държавна компания със статут на юридическо лице на частното право, което увеличава гъвкавостта при управлението на капитала ѝ за сметка на по-малко политическо влияние.
Първоначално BNDES инвестира ударно в големи инфраструктурни проекти, но през 60-те години на века банката започва да финансира и предприятия от животновъдния и аграрния сектор, както и малки и средни предприятия. През 70-те години банката се включва активно в изпълнението на държавната политика за ограничаване на вноса чрез финансиране на недостатъчно развити индустриални сектори, като IT технологиите и микроелектрониката.
През 1974 г. са създадени две дъщерни банки, които да оперират на капиталовите пазари с цел да насърчават капитализацията на бразилските предприятия. През 1982 г. двата филиала се сливат в BNDESPAR.
През 80-те години на 20 век BNDES окуражава бразилските компании да се конкурират с вносните продукти на местните пазари и се насочва към стимулиране на износа. В началото на 90-те години банката отговаря за административната, финансовата и техническата подкрепа на Програмата за приватизация, като подкрепя продажбата на големи държавни компании, започнала през 1991 г. През 90-те банката засилва ролята си в процеса на регионална децентрализация, като започва да инвестира ударно в по-слабо развити райони на страната, както и в стимулирането износа на микро, малките и средните предприятия.